# کاتالیزگر نوری

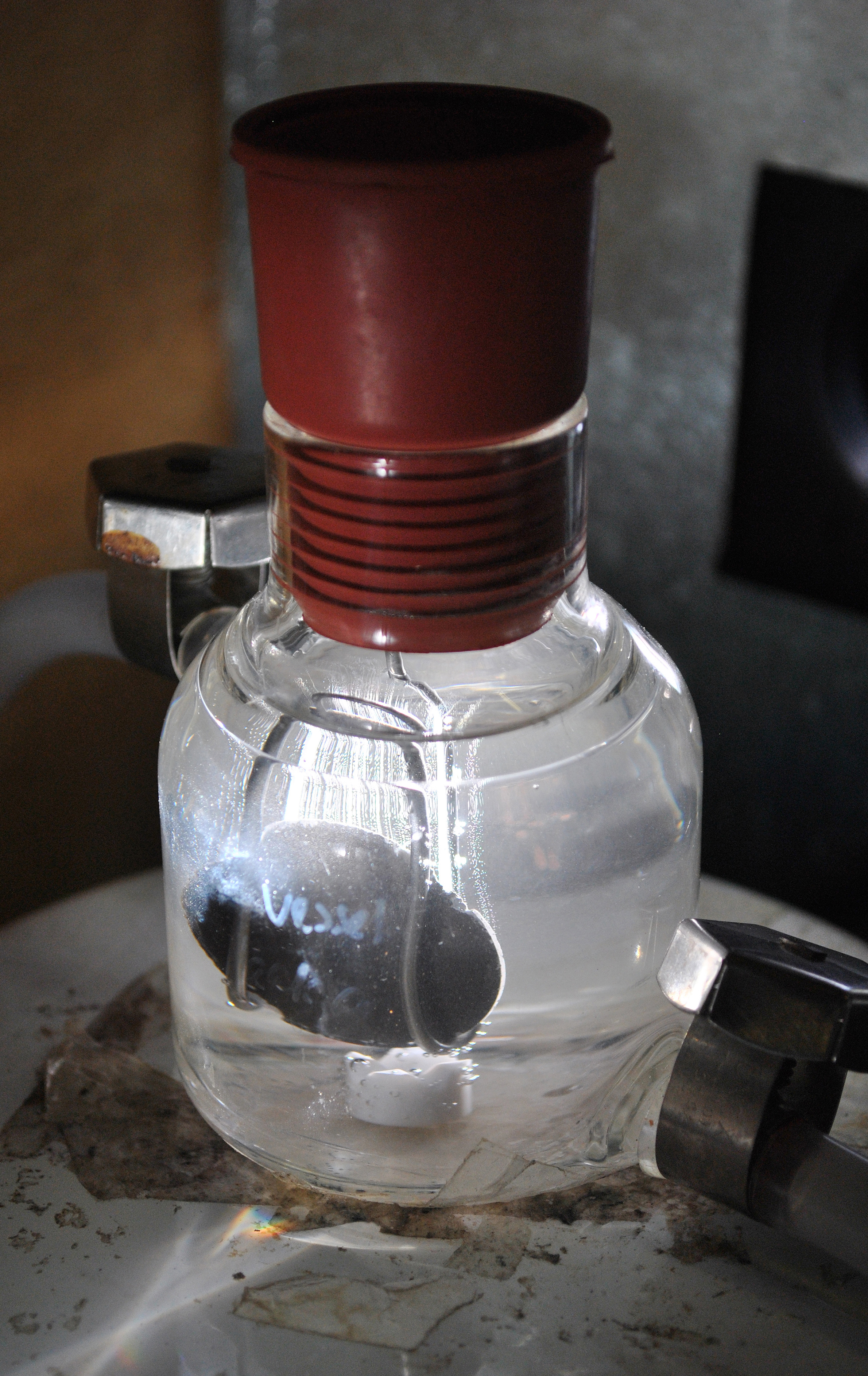
در آزمایش شکل بالا، فوتون‌ از منبع نور (خارج از قاب در سمت راست) منتشر شده و توسط دیسک دی‌اکسید تیتانیوم جذب می شود. سپس با مولکول‌های آب واکنش داده و آن را به هیدروژن و اکسیژن تقسیم می‌کند.در این آزمایش مواد شیمیایی محلول در آب از تشکیل اکسیژن، که می‌تواند با هیدروژن واکنش دهد، جلوگیری می‌کنند.

فتوکاتالیست (به انگلیسی: Photocatalyst) به کاتالیزورهایی گفته می‌شود که در حضور نور فعال می‌شوند. فتوکاتالیست‌ها معمولاً اکسیدهای جامد نیمه‌رسانا هستند که با جذب فوتون‌ها، یک جفت الکترون-حفره در آنها ایجاد می‌شود. این الکترون-حفره می‌تواند با مولکول‌های موجود در سطح ذرات واکنش دهد و کاربردهای گسترده‌ای را پدید آورد.
کلمۀ فوتوکاتالیست ریشۀ یونانی دارد و از دو بخش «فوتو» به معنای نور و «کاتالیست» تشکیل شده است. کاتالیست ماده‌ای است که با شرکت در واکنش های شیمیایی، سرعت آن ها را افزایش می دهد، اما خود دچار تغییر نمی‌شود و در پایان واکنش مجدداً قابل استفاده است. واژه فتوکاتالیست از تلفیق دو علم شیمی نور و شیمی کاتالیست به وجود آمده است.
گرچه در جامعه علمی درمورد تعریف دقیق فتوکاتالیز اتفاق نظر وجود ندارد، اما این اصطلاح به طور کلی می‌تواند برای توصیف فرآیندی استفاده شود که در آن از نور برای فعال سازی یک ماده فتوکاتالیست استفاده می شود که این ماده میزان واکنش شیمیایی را بدون اینکه خودش درگیر تحول شیمیایی شود؛ تغییر می‌دهد. در شیمی، فتوکاتالیز، شتاب یک واکنش نوری در حضور یک کاتالیزور است. در کاتالیز نوری، فعالیت فتوکاتالیستی (PCA) به توانایی کاتالیزور در ایجاد جفت‌های الکترون-حفره بستگی دارد که این جفت‌های الکترون-حفره، رادیکال‌های آزاد تولید می‌کنند (مثلاً رادیکال‌های هیدروکسیل: • OH) و به همین دلیل توانایی ایجاد واکنش‌های ثانویه را دارند.

## تاریخچه

### اولین حضور فتوکاتالیست‌ها
اولین اشاره به فتوکاتالیست‌ها به سال ۱۹۱۱ برمی‌گردد؛ زمانی که دکتر الکساندر ایبنر، شیمیدان آلمانی، این مفهوم را در تحقیقات خود در مورد خاصیت اکسید روی (ZnO) در سفید کردن رنگدانه آبی تیره (آبی پروسی) مطرح کرد. تقریباٌ در همین زمان، برونر و کوزاک مقاله‌ای دربارهٔ خراب شدن اگزالیک اسید در حضور نور و نمک‌های اورانیل منتشر کردند؛ تا اینکه در سال ۱۹۱۳، لاندو مقاله‌ای منتشر کرد و در آن به توضیح پدیدهٔ فتوکاتالیز پرداخت. مشارکت آن‌ها منجر به توسعهٔ اندازه‌گیری‌ آکتینومتری شد؛ که امکان تعیین شار فوتون را در واکنش‌های فتوشیمیایی فراهم می‌کند.
پس از گذشت چند سال در ۱۹۲۱، (Baly) و همکارانش از هیدروکسیدهای فریک (ferric hydroxides) و نمک‌های اورانیوم کلوئیدی به عنوان کاتالیزور استفاده کردند تا فرمالدهید را زیر نور، در طیف مرئی، ایجاد کنند. با این حال در سال ۱۹۳۸ بود که (Doodeve) و (Kitchener) دریافتند که تیتانیم اکسید (یک اکسید بسیار پایدار و غیر سمی) می‌تواند در حضور اکسیژن باعث حساس شدن رنگ‌های سفیدکننده به نور شود؛ زیرا نور ماورا بنفش جذب شده توسط تیتانیم اکسید منجر به تولید گونه‌های اکسیژن فعال در سطح آن می شود که باعث لکه بینی مواد شیمیایی آلی از طریق فتواکسیداسیون می‌شود. در واقع این کشفیات، اولین مشاهدات از ویژگی‌های اساسی فتوکاتالیز ناهمگن بودند.

### پیشرفت در تحقیقات فتوکاتالیز
تحقیقات در زمینهٔ فتوکاتالیز به دلیل نداشتن کاربردهای عملی بیش از ۲۵ سال متوقف شد. با این حال در سال ۱۹۶۴، (V.N. Filimonov) فتواکسیداسیون ایزوپروپانول را از اکسید روی (ZnO) و تیتانیم دی اکسید (TiO2) بررسی کرد. تقریباٌ در همان زمان، چندین تن از محققان، اکسیداسیون(فتواکسیداسیون) کربن دی‌اکسید و حلال‌های آلی تحت اثر پرتوهای اکسید روی (ZnO) را بررسی ‌کردند. چند سال بعد، در سال ۱۹۷۰، محققان دیگری اکسیداسیون آلکن‌های مختلف و پوسیدگی فوتوکاتالیستی اکسید نیتروژن (N2O) را مشاهده کردند.
دستیابی به موفقیت در تحقیقات فوتوکاتالیز در سال ۱۹۷۲ اتفاق افتاد؛ زمانی که آکیرا فوجیشیما و کنیچی هوندا، فتولیز الکتروشیمیایی آب را که بین الکترودهای تیتانیم دی اکسید و پلاتین اتفاق می افتد، کشف کردند. در این فرآیند نور ماورا بنفش توسط الکترود تیتانیم دی اکسید جذب می‌شود و الکترون‌ها از الکترود تیتانیم دی اکسید ( آند، محل واکنش اکسیداسیون) به سمت الکترود پلاتین (کاتد، محل واکنش احیا) جریان می‌یابند و همچنین این فرآیند باعث تولید هیدروژن در کاتد می‌شود. این فرآیند یکی از اولین روش‌های تولید هیدروژن از یک منبع تمیز و مقرون به صرفه است.
یافته‌های فوجیشیما و هوندا منجر به پیشرفت در تجزیه و تحلیل فتوکاتالیز شد؛ در سال ۱۹۷۷، نوزیک کشف کرد که ترکیب فلز نجیب در فرآیند فوتولیز الکتروشیمیایی، مانند پلاتین و طلا، می‌تواند باعث افزایش فتواکتیویتی (تغییر فیزیکی یا شیمیایی در پاسخ به نور) شود به طوری که نیازی به پتانسیل خارجی نباشد. تحقیقاتی که در آینده توسط واگنر و سامورجائی (۱۹۸۰) و ساكاتا و كاوای (۱۹۸۱) انجام شد باعث تولید هیدروژن بر روی سطح تیتانات استرانسیم (SrTiO3) و تولید هیدروژن و متان از TiO2 و PtO2، در اتانول شد.تحقیقات و توسعه در زمینه فوتوکاتالیز، به ویژه در فتولیز الکتروشیمیایی آب، تا به امروز ادامه دارد؛ اما تاکنون اهداف تجاری در این مورد توسعه نیافته است. در سال ۲۰۱۷، (.Chu et al) آینده فتولیز شیمیایی را پیش‌بینی کرد و در مورد تولید (Tandem cell)های فتوالکتروشیمیایی مقرون به صرفه و کم مصرف (PEC) بحث کرد که فتوسنتز طبیعی را تقلید می‌کنند.

## انواع فتوکاتالیز

### فتوکاتالیز همگن
در این نوع، واکنش‌دهنده‌ها و کاتالیزور‌ها در یک فاز همگن قرار دارند. متداول‌ترین فتوکاتا‌لیست‌های همگن شامل سیستم‌های ازون و photo-Fenton هستند.
گونه واکنش‌پذیر • OH (هیدروکسیل) به عنوان رادیکال آزاد در کاربردهای مختلف استفاده می‌شود؛ مکانیزم تولید رادیکال هیدروکسیل به‌وسیله ازون دو مسیر زیر را دنبال می‌کند.{\displaystyle {\ce {O3 + hv -> O2 + O(1D)}}}{\displaystyle {\ce {O(1D) + H2O -> .OH + .OH}}}{\displaystyle {\ce {O(1D) + H2O -> H2O2}}}{\displaystyle {\ce {H2O2 + hv -> .OH + .OH}}}
به طور مشابه سیستم فنتون با مکانیزم زیر رادیکال‌های هیدروکسیل تولید می‌کند.
{\displaystyle {\ce {Fe^2+ + H2O2 -> HO. + Fe^3+ +OH^-}}}{\displaystyle {\ce {Fe^3+ + H2O2 -> Fe^2+ + HO.2 + H^+}}}{\displaystyle {\ce {Fe^2+ + HO. -> Fe^3+ + OH^-}}}
در سیستم‌های فنتون منابع اضافهٔ رادیکال‌های هیدروکسیل باید در نظر گرفته شوند؛ که از طریق فوتولیز H2O2 و از طریق کاهش یون های +Fe3 تحت نور UV تولید ‌می‌شوند.
{\displaystyle {\ce {H2O2 + hv -> HO. + HO.}}}{\displaystyle {\ce {Fe^3+ + H2O + hv -> Fe^2+ + HO. + H^+}}}
بازده فرآیند photo-Fenton به چندین پارامتر عملیاتی مانند غلظت هیدروژن پراکسید، pH و شدت UV وابسته است. مزیت اصلی این فرآیند، توانایی استفاده از نور خورشید تا طول موج 450 نانومتر است ، بنابراین از هزینه‌های بالای لامپ‌های UV و انرژی الکتریکی جلوگیری می شود. اثبات شده‌است که این واکنش‌ها نسبت به سایر روش‌های فوتوکاتالیز کارآمدتر هستند؛ اما از معایب این فرآیند مقادیر pH پایین مورد نیاز است، زیرا آهن در مقادیر pH بالاتر رسوب می کند.

### فتوکاتالیز ناهمگن
در فتوکاتالیز ناهمگن، واکنش‌دهنده‌ها و کاتالیزورها فازهای مختلفی دارند. فتوکاتالیز ناهمگن دسته وسیع و متنوعی از واکنش‌ها را شامل می‌شود: اکسیداسیون خفیف یا کامل، دهیدروژناسیون، انتقال هیدروژن، تبادل ایزوتوپی 18O2–16O2 و دوتریوم - آلکان، رسوب فلز، سم زدایی آب، حذف آلاینده های گازی و...
متداول‌ترین فوتوکاتالیست‌های ناهمگن، اکسیدهای فلزات گذار و نیمه رسانا‌ها هستند که دارای ویژگی‌های منحصر به فردی هستند. برخلاف فلزات که دارای حالت‌های الکتریکی پیوسته هستند؛ نیمه رساناها دارای مناطقی هستند که خالی از انرژی است بنابرین در این مناطق هیچ سطح انرژی برای تقویت ترکیب الکترون-حفرهٔ تولید شده توسط فوتون‌ها در ماده جامد در دسترس نیست. در فیزیک حالت جامد نوار ممنوعه گاف‌باند، یا گاف انرژی (به انگلیسی: Band gap) به منطقه‌ای از طیف انرژی در یک جامد گفته می‌شود که در آن منطقه از طیف، هیچ حالت الکترونیکی نمی‌تواند وجود داشته باشد. گاف‌باند به طور کلی به تفاوت انرژی در جایی بین «بالای نوار ظرفیت» و «پایین نوار رسانش»؛ اشاره دارد. به عبارتی دیگر، نوار ممنوعه اختلاف انرژی میان حد پایین نوار رسانش و حد بالای نوار ظرفیت است. این انرژی در حقیقت انرژی لازم برای آزاد کردن یک الکترون است که در خارجی‌ترین لایهٔ الکترونی قرار دارد. هنگامی که یک فوتون با انرژی برابر یا بیشتر از گاف‌باند توسط نیمه رسانا جذب می شود، یک الکترون از نوار ظرفیت به نوار رسانش برانگیخته می شود و یک سوراخ مثبت در نوار ظرفیت ایجاد می کند. این جفت الکترون-حفره ایجاد شده، اکسیتون (exciton) نامیده می‌شود.
در یک مکانیزم واکنش اکسیداتیو، حفره‌های مثبت با رطوبت موجود در سطح واکنش نشان می‌دهند و یک رادیکال هیدروکسیل تولید می کنند. واکنش با تولید اکسیتون ناشی از فوتون‌ها، در سطح اکسید فلز شروع می شود (MO مخفف اکسید فلز است):
{\displaystyle {\ce {MO + hv -> MO(h^+ + e^-)}}}واکنش های اکسیداتیو به دلیل اثر فوتوکاتالیستی:
{\displaystyle {\ce {h^+ + H2O -> H^+ + .OH}}}{\displaystyle {\ce {2h^+ + 2H2O -> 2 H^+ + H2O2}}}{\displaystyle {\ce {H2O2 -> 2 .OH}}}واکنش های کاهنده به دلیل اثر فوتوکاتالیستی:
{\displaystyle {\ce {e^- + O2 -> .O2^-}}}{\displaystyle {\ce {.O2^- + H2O + H^+ -> H2O2 + O2}}}{\displaystyle {\ce {H2O2-> 2 .OH}}}در نهایت، رادیکال‌های هیدروکسیل در هر دو واکنش تولید می شوند. این رادیکال‌های هیدروکسیل از نظر ماهیت بسیار اکسیداتیو هستند.

## کاربردها

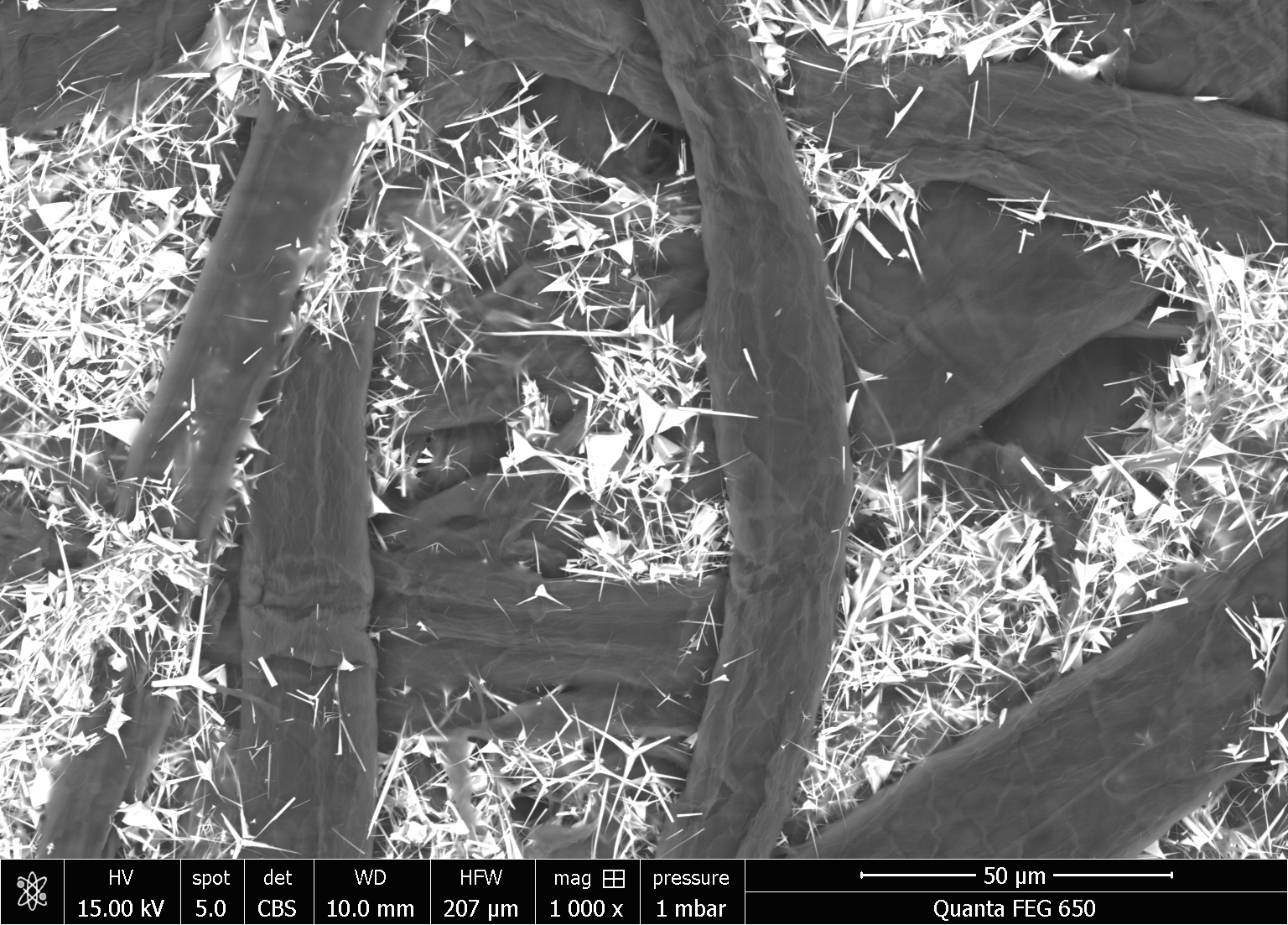
تصویر میکروسکوپی SEM از خمیر چوب (الیاف تیره) و ذرات میکرو ZnO (سفید و خوشه‌دار) در یک صفحه کاغذ

- فرآیند فتوکاتالیستی در مقیاس بزرگ به‌وسیلهٔ ذرات میکرو ZnO که دارای ساختار تتراپودال هستند؛ در صنایع تولید کاغذ کاربرد دارد.[۲۲]
- تبدیل آب به گاز هیدروژن با استفاده از شکافت فتوکاتالیستی آب.[۲۳] استفاده از سوخت‌های فسیلی باعث ایجاد مقادیر عظیمی از آلاینده‌های هوا مانند اکسیدهای نیتروژن، اکسیدهای گوگرد و اکسیدهای کربن می شود؛[۲۴] از این رو استفاده از انرژی تجدیدپذیر خورشیدی مورد توجه زیادی قرار گرفته است.[۲۵] به منظور توسعه تحقیقات در زمینهٔ افزایش کارایی تولید هیدروژن فتوکاتالیستی، بیش‌‌تر تلاش‌ها بر روی نشاندن مقادیر مختلف نیکل اکسید بر روی تیتانیم دی اکسید متمرکز شده‌است؛ زیرا تیتانیم دی‌اکسید خود به تنهایی کارایی کمی در تولید هیدروژن دارد. نتایج حاصله نشان می‌دهد که اضافه کردن NiO منجر به شکافتگی قابل ملاحظه‌ای در بخش مرئی طیف می‌شود.[۲۶]
- استفاده از تیتانیم دی اکسید در شیشه‌های خود تمیز شونده؛[۲۷][۲۸] با اکسید شدن مواد آلی توسط رادیکال‌های آزاد تولید شده از TiO2[۲۹][۳۰]
- ضد عفونی آب توسط فتوکاتالیست تیتانیم دی اکسید (نوعی از ضد عفونی آب خورشیدی(SODIS))[۳۱][۳۲]
- استفاده از تیتانیم دی اکسید در پوشش‌های فتوکاتالیستی خود استریل شونده (برای استفاده در سطوح تماس با غذا و در سایر محیط‌هایی که پاتوژن‌های میکروبی با تماس غیرمستقیم پخش می‌شوند)[۳۳]
- اکسیداسیون آلاینده‌های آلی با استفاده از ذرات مغناطیسی که با نانوذرات تیتانیم دی اکسید پوشانده شده‌اند.[۳۴]
- تبدیل کربن دی اکسید به هیدروکربن‌های گازی با استفاده از تیتانیم دی اکسید در حضور آب.[۳۵]
- ضدعفونی ابزار جراحی و حذف اثر انگشت ناخواسته از اجزای حساس الکتریکی و نوری[۳۶]
- پاره‌ای از کاتالیست‌های فعال نوری در طی دهه اخیر معرفی شده‌اند مانند نانولوله‌های تیتانیم دی اکسید و اکسید روی. اشکال اکثر آن‌ها این است که فقط تحت تابش UV فعالیت دارند که این مسئله بخاطر ساختار لایه‌های اتمی آنهاست. از این رو فتوکاتالیست‌های جدیدی طی سال‌های اخیر با استفاده از ترکیبات نانو گرافن-ZnO مورد استفاده قرار گرفته‌اند.[۳۷]
- به حداقل رساندن پسماندهای شیمیایی خطرناک
- سم‌زدایی از فاضلاب‌های شهری و آزمایشگاهی